# Pteridoblechnum
Pteridoblechnum es un género monotípico de helechos perteneciente a la familia  Blechnaceae. Su única especie, Pteridoblechnum neglectum, es originaria de Australia.

## Descripción
Es un helecho con rizoma rastrero largo. Las frondas dimórficas, de 30-64 cm de longitud, 12-30 cm de ancho. Estípite de 2-12 cm de largo, lignito, glabras con escamas marrones rojizas o marrones  y pelos multicelulares. Laminas ovadas, profundamente pinnatífidas, con 12-50 pares de pínulas, raquis y costillas marrón verdoso por encima, por debajo, glabras o con algunas escamas y pelos; frondas estériles linear-lanceoladas, de 6-15 cm de largo, 7-20 mm de ancho, acuminadas , toscamente aserrados a casi lobuladas, uniéndose al raquis abruptamente a un ala serrada ancha de tejido que se extiende por debajo de pínnulas basales;  frondas basales más cortas; frondas fértiles lineales, con tejido estéril en el ala de tejido del raquis. Esporas 35 × 23 m, verrugosas.

## Distribución y hábitat
Endémica en el noreste de Queensland, a menudo crece en riberas de arroyos empinadas, en el bosque pluvial montano.

## Taxonomía
Pteridoblechnum neglectum fue descrita por  Hennipman  y publicado en Blumea 13: 397. 1966.
Sinonimia
- Acrostichum neglectum F.M.Bailey basónimo
- Bolbitis neglecta (F.M.Bailey) C.V.Morton
- Campium neglectum (F.M.Bailey) Copel.
- Leptochilus neglectus (F.M.Bailey) C.Chr.[4]